# Віграхапала III
Віграхапала III — імператор з династії Пала.

## Правління
За часів правління Віграхапали цар Калачурі Карна знову вторгся до Бенгалії, але зазнав поразки. Конфлікт завершився підписанням мирної угоди, а Віграхапала III одружився з дочкою Карни Яуванашрі. Пізніше Віграхапала III зазнав поразки від царя Чалук'їв Вікрамадітьї VI. Також правителю Пала довелось протистояти іншому вторгненню, що його очолював цар Сомавамсі Махашівагупта Яяті, правитель Орісси. Череда навал завдала значного удару могутності Пала. Зрештою східну Бенгалію захопили Вармани.